# Nikki Sixx
Nikki Sixx (nascut amb el nom de Frank Carlton Serafino Feranna, Jr.; San José, Califòrnia; 11 de desembre de 1958) és un baixista nord-americà i el principal escriptor de les cançons de la banda de Hard Rock Mötley Crüe. També va tocar amb la banda de Glam Metal London, la banda experimental 58 i la banda Brides of Destruction. Actualment, a més de formar part de Mötley Crüe, té una banda pròpia, Sixx:A.M.. A més, va participar amb Tommy Lee en el vídeo "Back For More" de Ratt, vestits de policies.

## Biografia
Nikki Sixx va néixer l'11 de desembre de 1958 amb el nom de Frank Carlton Serafino Feranna Jr. a San José, Califòrnia. Més tard es va canviar el nom a Nikki Sixx, ja que rebutjava el nom del seu pare Italian. Va viure amb la seva mare soltera, Deana Haight i la seva abusiva parella, després que el seu pare abandonés la família. Quan tenia sis anys, ell i la seva mare van traslladar-se a Mèxic, mudant-se després a Twin Falls, Idaho, amb els seus avis. La família es va mudar diverses vegades més: primer a El Paso, Texas, després a Anthony, Nou Mèxic, de nou a El Paso i per acabar tornant a Twin Falls.
S'ha de destacar que la seva mare l'enviava a viure a casa dels seus avis cada cop que canviava de parella, fins que, quan va voler parlar amb en Nikki, ell li va dir que no volia tornar amb ella, que se n'anava definitivament amb la seva àvia. Tot i això, la seva mare deia que tot plegat era un complot de la seva família en contra seva per llevar-li en Nikki.

### Mötley Crüe
El 1980, Sixx havia ideat un pla per crear la millor banda "teatral" de la nova dècada. El guitarrista Mick Mars, el bateria Tommy Lee i el vocalista Vince Neil compartien aquesta visió. La banda Mötley Crüe va guanyar popularitat ràpidament a l'àrea de Sunset Strip a Los Angeles, encara que al principi cap discogràfica els volia a causa de les seves erràtiques actuacions a l'escenari. Per aquesta raó van decidir llançar Too Fast For Love, el seu àlbum debut, al novembre de 1981 sota Leathür Records, la seva pròpia discogràfica. Després de signar un contracte amb Elektra Records, van re-llançar el seu àlbum Too Fast For Love. La banda després va gravar i va llançar l'àlbum Shout At The Devil el 1983, que els va dur a la fama nacional.
Igual que els seus companys, Sixx es va aprofitar de l'excés permès pel Rock n' Roll, depassant als seus companys en abús d'alcohol, cocaïna i heroïna. Sixx ha dit en diverses ocasions que usava el seu cos com un joc de química humà, barrejant freqüentment quantitats excessives de drogues per cercar un nou estat d'"ascens". El 14 de febrer de 1987, durant un viatge a Londres, Sixx va sofrir una sobredosi a la casa d'un venedor de drogues. El traficant el va llençar a un contenidor d'escombraries donant-lo per mort, després d'haver intentat parar les convulsions i despertar-lo colpejant-lo amb un bat de beisbol. Aquest incident va inspirar el vers "Valentine's in London, found em in the trash" (Sant Valentí a Londres, trobat a les escombraries) de la cançó "Dancing on Glass". La nit del 23 de desembre del mateix 1987, Sixx va sofrir una altra sobredosi a la casa del seu amic Slash. El famós guitarrista i la seva parella van trucar a una ambulància. Va ser declarat mort camí de l'hospital i va romandre en aquest estat uns cinc minuts per després ser reanimat gràcies a dues injeccions d'adrenalina directes al cor administrades pel personal sanitari de l'hospital on va ser ingressat. Aquest incident va inspirar a Sixx a escriure la cançó "Kickstart my Heart".
Després de patir aquesta sobredosi, i pressionats pel seu representant, ell i els seus companys van decidir rehabilitar-se per aconseguir la sobrietat. Va ser llavors quan la banda va aconseguir el seu major èxit, amb l'àlbum Dr. Feelgood, el 1989, produït per Bob Rock. Quan Mötley Crüe es va reunir al final del 2004, Sixx va declarar que estava sobri. És conegut per ser una de les estrelles del Rock més excessives que han sobreviscut i gaudeix d'un estat "llegendari" entre crítics de música. Mentre que Mötley Crüe ha estat criticat fortament per la premsa a causa dels seus excessos, Sixx és esmentat freqüentment al costat d'altres llegendaris rockers que viuen la "vida ràpida", com Lemmy Kilmister i Ozzy Osbourne.
Sent el cervell i la principal influència creativa de la banda durant els anys 80, Nikki va escriure la major part del material de Mötley Crüe. Això és especialment cert durant els primers anys de la banda, ja que Tommy Lee i Mick Mars amb prou feines començaven a desenvolupar-se com a compositors. Nikki va escriure clàssics de la banda com "Live Wire", "Home Sweet Home", "Girls, Girls, Girls", "Kickstart My Heart" i "Dr. Feelgood". Les seves cançons es distingeixen per un so fort i dur, com a resultat de l'afinació "baixa" dels instruments d'en Nikki i Mick, i també pels seus ritmes ràpids, gairebé d'estil punk. El primer àlbum que van gravar amb John Corabi, Mötley Crüe el 1994, va marcar un canvi en el seu so clàssic dels 80 cap a una mica més alternatiu i experimental, similar a l'estil d'Alice in Chains i el moviment del Rock alternatiu al principi dels anys 90. Amb la nova dècada va canviar la forma de compondre de la banda, amb tots els membres contribuint material als àlbums. Molts fans i crítics musicals creuen que aquesta és la raó per la qual el so de la banda va canviar tant. Posterior a això, es van reunir els membres originals per gravar el que seria el seu disc més experimental fins avui, Generation Swine, en el qual proven un so industrial i fins a electrònic per tornar amb New Tatoo al seu so més alegre i finalment evolucionar cap a l'àlbum titulat Saints of Los Angeles.
El 2006, Mötley Crüe va realitzar un tour de reunió amb els quatre membres originals. Després de finalitzar-lo, van declarar estar preparant material per un nou àlbum el 2007. Mötley Crüe també va participar en el tour The Route of All Evil (La Ruta de Tot el Mal) juntament amb Aerosmith. Finalment, no seria fins a juny de 2008 quan sortiria a la venda el nou àlbum de la banda, titulat Saints of Los Angeles i inspirat en les històries que recull l'autobiografia de la banda, titulada The Dirt.

### Baixos i equip
Nikki Sixx normalment utilitza el model Gibson Thunderbird Reverse Bass i fins i tot va tenir la seva pròpia línia de baixos, anomenada Gibson Nikki Sixx Signature Blackbird, que es va deixar de produir el 2003. Va triar el Gibson Thunderbird gràcies a la inspiració de Pete "Overend" Watts de Mott the Hoople i John Entwistle de The Who. Prèviament, era patrocinat per B.C. Rich i utilitzava baixos Mockingbird & Warlock, que es poden veure en els videos de "Live Wire" i "Looks That Kill". Quan Gibson no produïa els Thunderbird amb les seves especificacions, Hamer feia baixos a l'estil Thunderbird per a ell. Aparentment, els Thunderbirds de mitjans dels 70 tenien el so que ell intentava imitar amb els models Hamer.
Durant els anys 90, Nikki va començar a utilitzar baixos de 12 cordes i també, ocasionalment el baix Ephiphone Thunderbird fabricat al Japó per Hiroshigi Kids Guitar Company; d'aquest model se'n van fabricar menys de 30. Nikki és propietari de com a mínim cinc. També havia utilitzat baixos de cinc cordes d'Ernie Ball Music Man.
Ha utilitzat baixos Fender Precision i generalment, quan en trenca un al final d'una actuació, es tracta d'un baix Precision. Durant els anys 90 va començar a utilitzar baixos Gibson Thunderbird Senar-Reverse. També va decidir utilitzar amplificadors Ampeg, tot i que actualment n'utilitza de la marca Basson.

## Vida personal
Durant un temps, Sixx va estar promès amb Denise Matthews, també coneguda com a Vanity, vocalista del grup Vanity 6, però la parella mai es va casar. Als 90 va contreure matrimoni amb la Playmate Brandi Brandt, amb qui va tenir tres fills: Gunner, Dekker i Storm. Gunner és un "poeta" segons ha dit Sixx en diverses entrevistes. El 1996, Sixx es va casar amb l'actriu i Playmate Donna D'Errico i van tenir una filla junts: Frankie Jean. La parella es va divorciar el 27 d'abril de 2006; D'Errico va demanar el divorci per diferències irreconciliables. Sixx també té una filla de 26 anys, Tanya Vece, d'una relació anterior. Vece va néixer a Nevada i va créixer a Austràlia i Seattle. Es nega a ser reconeguda com a filla de Nikki en públic. Sixx va respectar aquesta decisió. Va ser parella de la famosa tatuadora Kat Von D i actualment està casat amb la model Courtney Bingham.

## Altres treballs
El 1991, Sixx va tocar el baix a la cançó "Feed My Frankenstein" de l'àlbum Hey Stoopid d'Alice Cooper, i també és coautor de la cançó "Die For You" al costat d'Alice Cooper i Mick Mars, qui toca la guitarra en aquesta cançó.
Com a projecte alternatiu a Mötley Crüe, Sixx va crear la banda 58 i l'any 2000 va presentar el seu àlbum debut Diet for a New America, amb Dave Darling tocant la guitarra, al costat de Steven Gibb (fill de Barry Gibb de la banda Bee Gees) i Bucket Baker a la bateria. El primer senzill de l'àlbum va ser "Piece of Candy", amb un video animat que només va estar disponible a Internet.
Nikki Sixx va formar a més una banda anomenada Brides of Destruction amb Tracii Guns de L.A. Guns. Sixx també va escriure la cançó "Rest In Pieces" per Drowning Pool. Havia planejat produir el seu segon àlbum, però el vocalista Dave Williams va morir i Sixx no va saber què fer amb la cançó. Després, la va donar al grup Saliva després de conèixer al seu vocalista Josey Scott.
El 2006 va ser un dels compositors de l'esperat àlbum de Meat Loaf Bat out of Hell III: The Monster Is Loose.
També va treure una línia de roba amb imatges dels seus tatuatges a les peces. Algunes de les imatges van ser dissenyades per la seva ex parella, Kat Von D.
Nikki Sixx va escriure un llibre el 2007 titulat The Heroin Diaries: A Year in the Life of a Shattered Rock Star, on parla de la seva vida durant el període d'addicció a l'heroïna. Com a complement a aquest llibre va gravar un disc titulat The Heroin Diaries Soundtrack juntament amb els músics DJ Ashba i James Michael, sota el nom de Sixx:A.M., on destaca la cançó "Life is Beautiful".
Sixx també va treballar amb la cantant noruega de Rock Marion Raven el 2005 per a l'àlbum debut de la cantautora Here I Am, col·laborant amb ella en les lletres de dues cançons, "Heads Will Roll" i "Surf the Sun", fent dues versions de la primera cançó ja esmentada, una per Here I Am (2005) i una altra per al EP Heads Will Roll. El 2006 aquesta versió també es va incloure a l'àlbum de Raven Set Em Free, llançat el 2007.
Juntament amb Big & Rich (John Rich i Big Kenny Alphin) i James Otto, Sixx va escriure la cançó "Ain't Gonna Stop" per a l'àlbum Sunset Man, del 2008, a través de la discogràfica Warner Bros./Raybaw Records.
El 2009, un dia abans del final de la vuitena temporada de American Idol, Sixx va tocar el baix al costat de la guanyadora Carrie Underwood, que va cantar una versió de "Home Sweet Home" de Mötley Crüe, escrita per Nikki Sixx.